# Звуци аплауза, одјеци суза
Звуци аплауза, одјеци суза је роман српске списатељице, магистра позоришне уметности, дипломиране глумице и педагога Данијеле Петковић. Даша кроз љубавну причу између младе глумице и ратног хероја Вука, бившег припадника црвених беретки, дочарава правила функционисања модерног, естрадног друштва Србије, које нема алтернативе, у којем је коначно избрисана граница између љубави и суровог секса, уметности и естраде, правих лепотица и пластичних, образованих и приучених.
Милена која је дошла у Београд из провинције, без икаквог снобовског педигреа, чији је највећи животни сан да постане призната и позната уметница, глумица која ће освајати публику најпре својим емоцијама, пролази трновит пут ка успеху где је пресрећу неискрени пријатељи, перверзни педагози и редитељи, завидне колеге, алкохол, дрога и њена највећа и једина љубав – Вук, ратни херој, бивши припадник Црвених беретки који је у животној борби за успех, моћ и славу добио све битке осим оне најважније, битку за љубав и припадност некоме свим својим бићем.
И таман кад је помислила да је сан постао јава, Милена доживљава нови крах где са убеђењем да се у Србији снови ипак не остварују, јер се у Србији више не сања, очајна упада у зачарани круг алкохолизма, дроге и проституције у коме умало да изгуби свој млади живот.